# Nils Berman
Nils Berman,  född 21 april 1916 i Malmö,  död 14 april 1997, var en svensk inspelningsledare,  produktionsledare och boksamlare.
Studentexamen 1935, fil. kand. Lund  1938, studier vid Sorbonne 1938-39. PR-chef hos Gustav Wally och AB Wallyrevy samt reklam- och manuskriptchef hos AB Svensk Talfilm 1939–1944. Dir: ass Konfektions AB Bröderna Stern, Norrköping från 1944. Verkställande dir från 1960. Fransk konsul i Norrköping från 1962. 
Nils Berman skrev artiklar i Bokvännen och var litteraturrecensent i Norrköpings Tidningar Östergötlands Folkblad.
Gift 1942 m. Siri Stern född 1923
Berman är gravsatt i minneslunden på Galärvarvskyrkogården i Stockholm.

## Producent i urval
- 1943 – Aktören

## Regi
- 1945 – Skådetennis